# Демени
Демени (порт. Rio Demini) — река в северо-западной Бразилии, в штате Амазонас, неподалёку от границы с Венесуэлой. Относится к бассейну Амазонки, является одним из притоков Риу-Негру, в которую впадает близ города Барселус. К её притокам относятся реки Тутотоби и Куейрас.
В окрестностях реки проживают индейские племена тукано и яномамо.